# Périclès Pantazis

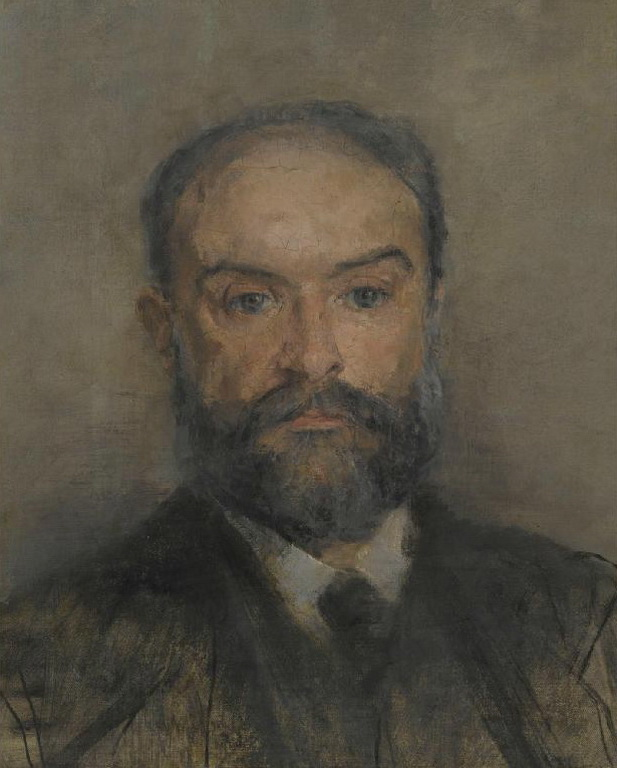
Selbstporträt

Périclès Pantazis (griechisch Περικλής Πανταζής; auch Periklis Pandazis; * 13. März 1849 in Athen; † 25. Januar 1884 in Brüssel) war ein griechischer Maler, der hauptsächlich in Belgien tätig war.

## Leben

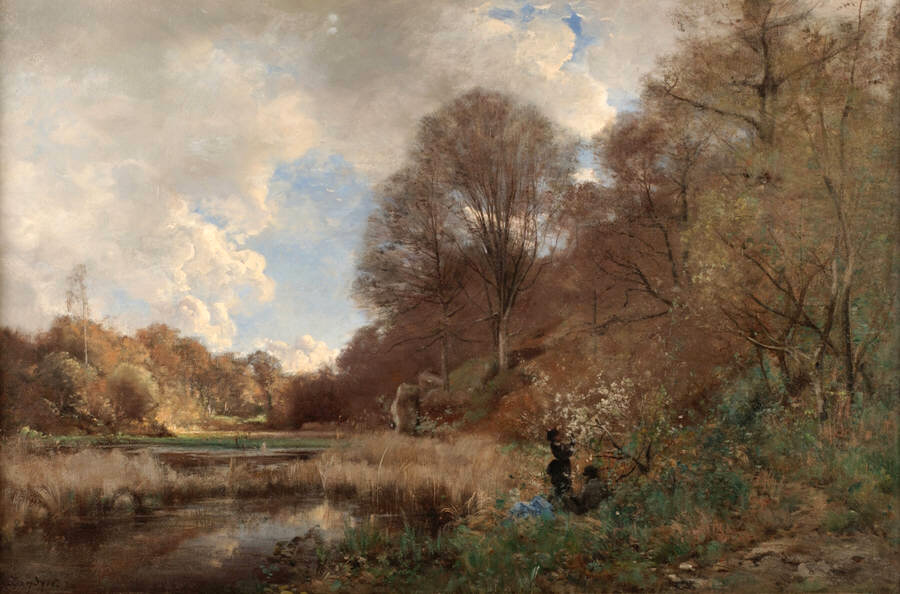
Périclès Pantazis: Sommertag am Fluss, 1880; Öl auf Leinwand, 21 × 32 cm (Privatsammlung)

Pantazis wurde als Sohn eines Lehrers aus Epirus in Athen geboren. Von 1861 bis 1871 studierte er Malerei an der Athener Kunsthochschule als Schüler von Nikiphoros Lytras. Danach studierte er ein Jahr lang an der Akademie der Bildenden Künste in München. Danach reiste er zunächst nach Marseille und dann nach Paris. In Paris lernte er bei Gustave Courbet und Antoine Chintreuil. In dieser Zeit lernte er auch die modernen Werke von Eugene Boudin kennen sowie diejenigen des Niederländers Johann Barthold Jongkind. Des Weiteren kam er in Kontakt mit den impressionistischen Arbeiten von Claude Monet, Edgar Degas und Camille Pissarro.
Im Jahre 1873, mit einem Empfehlungsschreiben von Claude Monet in der Tasche, ließ er sich in Brüssel nieder. Dabei folgte er auch einer Einladung des reichen griechischen Kaufmannes Jean Economou, der zahlreiche Werke bei dem jungen Maler in Auftrag gab. In Belgien wurde er Mitglied der antiakademischen Künstlergruppe «La Patte de Dindon» und freundete sich an mit dem Maler Guillaume Vogels und dem Bildhauer Auguste Philippette an, dessen Schwester er kurze Zeit später ehelichte.
Schnell wurde in Brüssel Pantazis’ künstlerisches Talent bekannt. Im Jahr 1878 vertrat er mit seinen Werken Griechenland bei der Weltausstellung von Paris. Seine Arbeiten bekamen hervorragende Kritiken.
Pantazis erkrankte an Tuberkulose und starb kurz vor Eintritt in sein 35. Lebensjahr in Brüssel.

## Werke
Pantazis unterscheidet sich von den übrigen griechischen Malern seiner Zeit, da er der erste war, der sich von der sogenannten Münchener Schule und ihrer akademischen Malerei abwandte, hin zum für die damalige Zeit als umstürzlerisch betrachteten Impressionismus. Gemeinsam mit Guillaume Vogels gilt Pantazis als Wegbereiter des belgischen Impressionismus. Pantazis und Vogels hatten 1883 die Gruppe Les XX gegründet, die Pantazis kurze Zeit nach dessen Tod mit einer Retrospektive ehrte.
Pantazis’ Arbeiten, Topographien und Ganzkörperportraits zeichnen sich aus durch ihre empfindsamen Farben und feinen Schattierungen. Es heißt, dass sein Einfluss auf die griechische und auf die europäische Malerei womöglich größer gewesen wäre, wäre er nicht so früh gestorben.